# Six Jours de Melbourne
Les Six Jours de Melbourne sont une course cycliste de six jours disputée au Exhibition Oval de Melbourne, en Australie. Dix-huit éditions sont organisées depuis 1912.

## Palmarès
| Année     | Vainqueur                          | Deuxième                          | Troisième                           |
| --------- | ---------------------------------- | --------------------------------- | ----------------------------------- |
| 1912      | Alfred Goullet Paddy Hehir         | Iver Lawson Worth Mitten          | Jackie Clark Reginald McNamara      |
| 1913      | Donald Kirkham Robert Spears       | Frank Corry Reginald McNamara     | Arthur Walcott Frank Walcott        |
| 1914-58   | Non-disputés                       |                                   |                                     |
| 1959      | Keith Reynolds Sydney Patterson    | Graham French Ronald Murray       | Peter Brotherton Donald Burgess     |
| 1960      | John Green John Young              | Peter Panton Oskar Plattner       | Richard Ploog Barry Waddell         |
| 1961      | John Young Leandro Faggin          | Peter Panton Claus Stiefler       | Ron Grenda Fred Roche               |
| 1962      | Ron Grenda Sydney Patterson        | John Green John Young             | Keith Reynolds John Tressider       |
| 1963      | Ron Grenda Sydney Patterson        | Giuseppe Ogna Ferdinando Terruzzi | John Perry John Young               |
| 1964      | Leandro Faggin Ferdinando Terruzzi | Warwick Dalton John Perry         | Sydney Patterson John Young         |
| 1965      | William Lawrie Piet van der Touw   | Warwick Dalton Sydney Patterson   | Jack Ciavola John Perry             |
| 1966      | Ian Stringer John Perry            | Ron Grenda Barry Waddell          | Giuseppe Beghetto Joe Ciavola       |
| 1967      | Dieter Kemper Horst Oldenburg      | Leandro Faggin Sydney Patterson   | Ian Stringer John Perry             |
| 1968      | Dieter Kemper Leandro Faggin       | Giuseppe Beghetto Barry Waddell   | Palle Lykke Jensen Sydney Patterson |
| 1969      | Ian Stringer Barry Waddell         | Dieter Kemper Luigi Roncaglia     | Jan Browne Horst Oldenburg          |
| 1970      | Robert Ryan Luigi Roncaglia        | Bob Panter Charly Walsh           | Tony Kelliher Barry Waddell         |
| 1971-78   | Non-disputés                       |                                   |                                     |
| 1979      | Donald Allan Hilton Clarke         | Malcolm Hill Keith Oliver         | Len Hammond Terry Hammond           |
| 1980      | Peter Delongville Clyde Sefton     | John Trevorrow Laurie Venn        | David Allan Philip Sawyer           |
| 1981      | Paul Medhurst (en) John Trevorrow  | Peter Delongville David Allan     | Ross Forster Wayne Hildred          |
| 1982      | Non-disputés                       |                                   |                                     |
| 1983      | Gary Sutton Shane Sutton           | Michael Grenda Hans Känel         | Terry Hammond Philip Sawyer         |
| 1984-2016 | Non-disputés                       |                                   |                                     |
| 2017      | Leigh Howard Cameron Scott         | Jordan Kerby Nicholas Yallouris   | Christian Grasmann Nick Stöpler     |
| 2019      | Leigh Howard Kelland O'Brien       | Sam Welsford Cameron Scott        | Shane Archbold Aaron Gate           |